# Zombrus fuscipennis
Zombrus fuscipennis är en stekelart som först beskrevs av Szepligeti 1902.  Zombrus fuscipennis ingår i släktet Zombrus och familjen bracksteklar. Inga underarter finns listade i Catalogue of Life.